# البرت گریسار (ملوان)
البرت گریسار (انگلیسی: Albert Grisar; ۲۶ سپتامبر ۱۸۷۰ – ۱۵ اکتبر ۱۹۳۰) قایقران قایق بادبانی اهل بلژیک بود.